# Film
Film este termenul utilizat pentru desemnarea, în accepțiune mai largă, a produsului final al artei și industriei cinematografice.
Arta și industria cinematografică în vorbirea curentă sunt cunoscute sub denumirea de cinematografie. La rândul ei industria cinematografică se împarte în două sectoare distincte: producția de film și difuzarea lor în săli de cinematograf sau televiziuni, blu-ray, DVD-uri sau descărcându-l de pe internet (vizionare la cerere - on demand (en)).
Un pasionat de film, care merge la cinematograf frecvent se numește „cinefil”, iar valoarea filmului este stabilită de criticul de film, cu ocazia apariției producției de film sau în cazul prezentării lui la diferite festivaluri de film.
Festivalurile de film sunt manifestări consacrate, unde jurii formate din cineaști și critici de prestigiu ai cinematografiilor mondiale, după niște criterii stricte premiază producțiile de film ale cinematografiilor naționale participante. La astfel de manifestații cinematografice a participat și participă și cinematografia românească, obținând premii importante pentru filmul românesc.

## Istorie
Primele prezentări comerciale de pelicule în mișcare pe scală largă s-au făcut cu ajutorul kinetoscopului, al unui automat cu vizor pentru o singură persoană.
Prima proiecție cinematografică publică a unui film, cu aparatul fraților Lumière, are loc la 28 decembrie 1895, la Paris, în „salonul indian” al restaurantului „Grand Cafe”, pe Bulevardul Capucinilor. Filmul proiectat e intitulat La sortie de l'usine Lumière à Lyon (Ieșirea din uzinele Lumière din Lyon). Un alt film foarte important a fost „L'arrivée d'un train en gare de La Ciotat” (Intrarea unui tren în gara din La Ciotat), care a rulat, imediat după premiera franceză, și la București.
Astfel, data de 28 decembrie 1895 marchează nu numai prima proiecție cinematografică ci și nașterea unei noi arte, „arta cinematografică”, „cea de-a șaptea artă” cum mai este cunoscută, și a unei noi industrii, „industria cinematografică”.
Filmul a fost multă vreme socotit drept un amuzament de bâlci, tratat cu dispreț de oamenii serioși. 
Mulți din cei care au contribuit la întemeierea acestei noi forme de exprimare, și-au început activitate exploatând câte un „nickel odeon” (de la grecescul  ōideion, o sală mică de teatru, si porecla monedei americane de cinci cenți, în traducere liberă „teatru mic cu bilet de doi bani"), cinematograful de mai târziu.
Primul promotor al noii arte și industrii se poate spune că a fost Louis Lumière. El realizează primele filme alegându-și diferite subiecte hazlii din însăși fabrica fraților Lumière de aparate de fotografiat. Astfel au fost realizate pelicule ca Tâmplarul, Fierarul, Dărâmarea unui zid. Alte subiecte tot hazlii sunt alese din viața de familie: Dejunul unui bebeluș, Borcanul cu peștișori roșii, Ceartă între copii, Baia în mare, Partida de carți, Partide de table, Pescuitul creveților. Fratele său, Auguste Lumière, filmează câteva pelicule inspirate din activitatea fermierilor la proprietatea tatălui lor, una dintre ele numindu-se Femei care ard ierburi.
Louis Loumière a fost primul operator de „actualități”. În iunie 1895, când proiecția cinematografică se făcea numai cu titlu de experiență, el filmează, cu ocazia „Congresului de fotografie”, sosirea participanților coborând din vapor la Neuville-sur-Saône. Succesul obținut de frații Lumière cu prima proiecție cinematografică, îi determină pe aceștia să angajeze operatori care să înregistreze pe peliculă aspecte din viața cotidiană. Aceștia sunt cei care au făcut posibilă apariția jurnalului de actualități, a documentarului, a reportajului, precum și primele montaje de film. Primul montaj de film îl realizează Louis Lumière prin unirea a patru filme cu durata de un minut despre activitatea pompierilor (ieșirea cu pompa, punerea în poziție, atacarea focului și salvarea).
Frații Lumière pun la punct pentru prima dată un sistem de film color, unde colorarea fotogramelor alb-negru se făcea manual, cadru cu cadru. Aceste filme erau mai degrabă „filme colorate” decât filme color.
Primul regizor de film a fost Georges Méliès. Era un om bogat, conducea teatrul „Robert Houdin”, un teatru care prezenta printre altele și numere de prestidigitație. Văzând proiecțiile cinematografice „Lumière”, își dă seama ce înseamnă  noua descoperire pentru industria divertismentului. Cumpără și el un aparat din Anglia, cumpără peliculă și începe să filmeze. Primele filme nu se deosebesc ca idee de cele „Lumière”.
Din întâmplare, devine descoperitorul trucajului cinematografic. Filmând un autobuz trecând pe stradă, aparatul se blochează. Repornind-l pentru a continua filmarea, acum prin acel loc trece un dric. Developând apoi filmul și proiectându-l, efectul este spectaculos, „un autobuz se transformă brusc într-un dric”. Acesta este primul trucaj cinematografic. Trebuie notat faptul că la acea dată aparatul era imobil, imaginea obținută fiind un fel de „plan general” similar cu scena unui teatru unde personajele intră, spun ceva, și ies.
Primul film pe care-l realizează Méliès folosind trucajul a fost Dispariția unei doamne, în octombrie 1896. Aceste „dispariții”, combinate ulterior cu „apariții”, devin un laitmotiv în filmele Méliès. El dezvoltă sistemul „lanternei magice”, aplicându-l în filmul Voiajul în Lună (1902), prin crearea de „iluzii optice” deosebite.
Georges Méliès este și primul creator de „film politic” prin creația sa Afacerea Dreyfus (1899). Filmările se făceau afară la lumina soarelui, cu decoruri pictate pe pânză. Fiind tributar teatrului, realizările lui se fac fără mișcari de aparat și nefolosind montajul pentru schimbarea planurilor.
Între anii 1896-1912 Méliès realizează circa 500 de filme. Se remarcă în afară de Afacerea Dryfus și Voiajul în Lună (1902) de care am vorbit mai sus, Le Sacre d'Edouard (1902) și Cendrillon (Cenușăreasa, 1899).
„Filmul Méliès”, este un film ordonat pe tablouri, nu secvențe, ci așa cum se prezintă acțiunea unei piese de teatru. Méliès în filmele sale, pentru o mai mare atracție, folosește procedeul de „film colorat” al fraților Lumière, atunci când această nouă industrie intră în impas numărul spectatorilor scăzând. Acest lucru îl determină pe Méliès să crească producția de filme artistice mai lungi ca metraj (200–300 m), pe unele chiar colorându-le, îndepărtând-se de miniaturile hazlii de bâlci.
Méliès nu a mai putut face față marilor companii de producție apărute după 1910, fapt ce a dus la dispariția lui de pe piața noii industrii, „industria filmului”. Însă în anul 1931 guvernul francez își aduce aminte de contribuția lui în cotextul cultural al republicii și-i acordă „Legiunea de Onoare”. Henry Langois, cel care creează arhiva de filme și „Cinemateca Franceză”, îi salvează marea majoritate a filmelor.
Nu putem vorbi despre începuturile cinematografului fără a aminti și de un alt francez contemporan cu Frații Lumiére și Méliès, un pasionat al noii arte și industrii, Leon Goumont, producător de aparate de filmat și proiecție, cercetător în domeniul adaptării sunetului și culorii filmului și nu în ultimul rând producător de filme. În compania sa de producție s-a realizat primul desen animat de către Emil Cohl și a activat unul din cei mai buni regizori francezi ai epocii Louis Feuillade. Goumont a realizat în timp o colaborare cu Metro Goldwyn  dând naștere la compania Goumont Metro Goldwyn. Se cunosc două filme realizate împreună : „Ben Hur” (versiunea film mut) și „Napoleon”.
Mărirea duratei de proiecție și apariția subiectelor bine determinate cu un mesaj clar face ca numărul spectatorilor interesați de noua artă să crească, apărând o rețea de săli, numite cinematografe.
În ceea ce privește aceste clădiri, amintim că Leon Goumont a cumpărat Hipodromul din Paris construind o sală de 3400 de locuri.
Dar filmul nu a rămas în vechiul continent. Devenind o afacere bănoasă, încet, încet, începe să treacă oceanul. Face o escală în Marea Britanie, unde George Albert Smith, regizor de film, îl „îmbogățește” cu prim planul și John Willianson cu decupajul regizoral. Ajunge pe noul continent unde găsește cele mai propice condiții pentru dezvoltare.
Un proiecționist, Edwin S. Poter, preia compania de producție a filmelor proprietate a lui Edison în anul 1901. Trece la realizarea de filme de ficțiune. Nou este că acestea sunt cadre legate narativ. Reprezentativ este producția The Great Train Robbery (1903) care transformă filmul într-un spectacol comercial. Acesta se remarcă prin schimbul rapid al locurilor de filmare și prin acțiuni cu tren în mișcare. Pleacă de la compania lui Edison la compania „Famous Players” (apoi „Paramount”), unde metoda sa regizorală este depășită și se va întoarce la vechea sa meserie, proiecționist (1916).

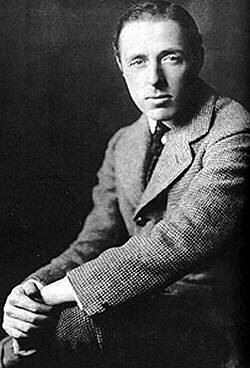
David Wark Griffith

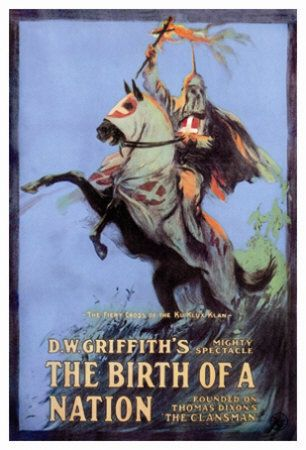
Afiș color pentru „Nașterea unei Națiuni”

În 1908 apare pe firmamentul industriei cinematografice unul din cei mai de seamă regizori ai cinematografului american, numit și părintele filmului american, David Wark Griffith. Griffith, actor de profesie, începe să joace în film la compania de producție „American Mutascope and Biograph” (1908). Devine apoi regizor la „Biografh”, realizând 450 de filme. La acest lucru contribuie și echipa de profesioniști cum sunt actrițele Mary Pickford, Surorile Gish, Mabel Noemand, Mae Marsh, precum și regizori ca Mark Sennet și Erich von Stroheim, iar ca operator, renumitul epocii, Billy Bitzer. După anul 1913, pleacă de la „Biograph” la „Reliance-Majestic”, apoi devine independent. Realizează astfel Judith of Bethulia (1914), controversatul The Brith of a Nation (Nașterea unei națiuni) (1915) și Intolerance (Intoleranță) (1916), filme care-l fac cel mai mare producător american de film.
Vorbind despre filmele The Brith of a Nation (Nașterea unei națiuni) și Intolerance (Intoleranță), acestea sunt strâns legate între ele privind realizarea și prezentarea lor publicului. 

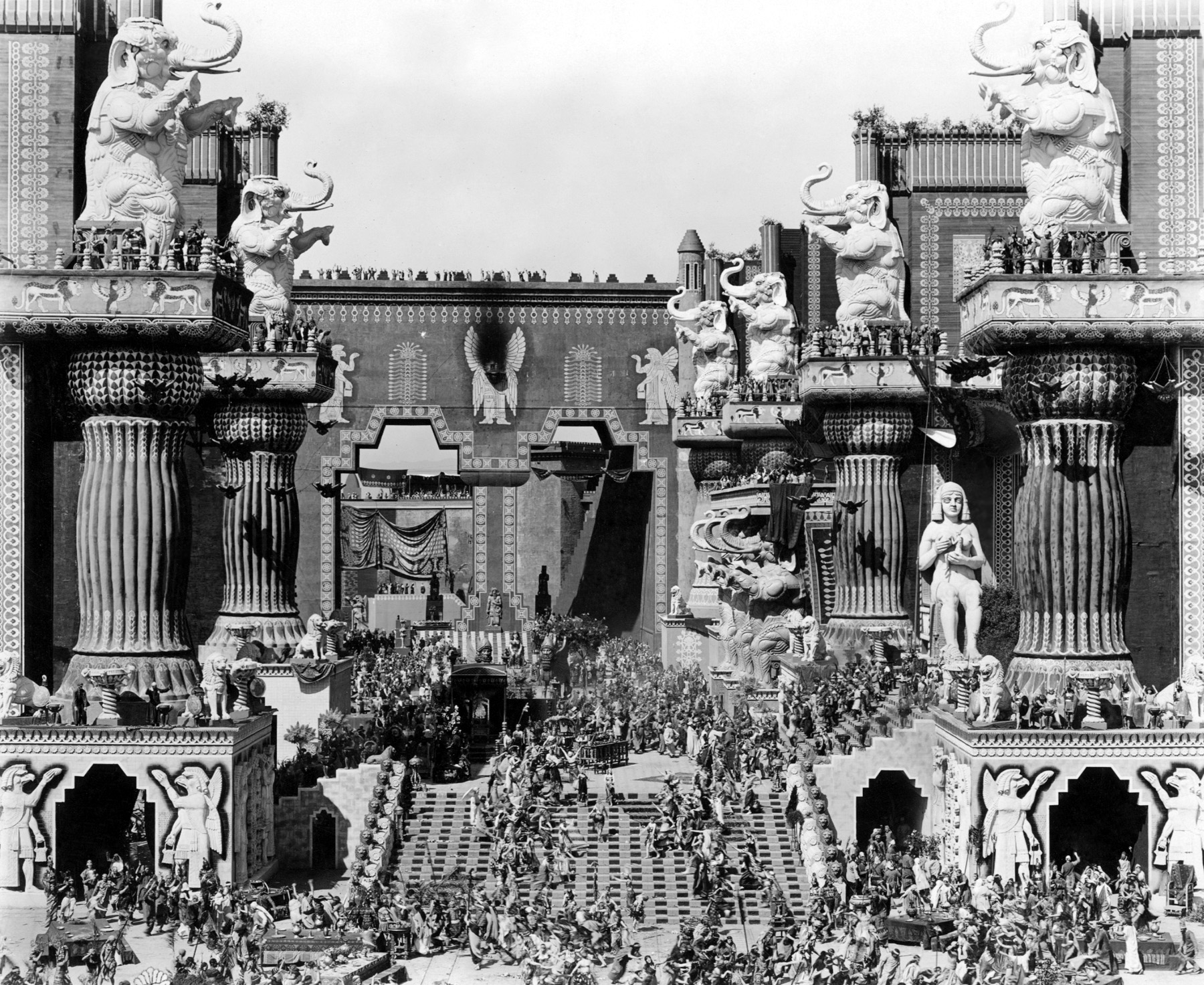
Intoleranță

Primul apare cu o reclamă care i-a făcut pe mulți să-l acuze pe Griffith de rasism. Afișul filmului prezintă un personaj care este membru al Ku-Klux-Klan-ului, fapt ce a dus la proteste de stradă și la cenzurarea filmului. Griffith nu este de acord cu poziția oficială și-n următorul an produce Intolerance ca un răspuns dur celor care au făcut atâta zgomot.
Griffith, împreună cu actorii Douglas Fairbank, Mary Pickford și Charlie Chaplin, au fondat în anul 1920, compania „United Artist Corporation”, unde a realizat filmele mute Broken Blossoms (Muguri zdrobiți - 1919), Way Down East -1920, The Orphans of the Strom -1922, America -1924, Battle of Sexcs -1928 și filmele sonore Lady of the Pavements -1929 (cântat), Abraham Lincoln -1930 și The Struggle - 1931.

## Arta cinematografică
În loc de motto:
„Când oamenii n-au mai avut curajul să creadă în viața de jos, când n-au mai avut candoarea să creadă în viața de sus, au început să creadă în viața ca-n filme.

Starul a fost întruchiparea unui eden intermediar, unde Eva poartă bikini, merii cresc în piscine, iar șarpele își petrece vacanța pe un iaht personal.
Bine sau rău - așa a fost.

Pentru o bună parte a lumii, filmul a fost întradevăr o uzină care produce vise, conserve de vise. La început, vise sepia. Pe urmă technicolore, iar spre dimineață, înainte de ora trezirii - coșmaruri...”
                                                                                                                                           (Ecaterina Oproiu - critic de film)
Dacă filmul este o artă sau o industrie, a fost o mare întrebare a multor oameni din lumea culturii, a intelectualității spirituale în general. Oare unde se termină industria și unde începe arta? S-au căutat răspunsuri, și iată la ce s-a ajuns.
Filmul este o industrie deoarece în el este investit capital pentru a fi realizat, este investit capital pentru exploatarea lui în săli de spectacole, care la începuturi nu erau cu mari „pretenții”, dar cu timpul publicul se „emancipează” având pretenția ca și „nikel-odeonul” să devină un templu, un templu a celor ce vin în el nu numai pentru distracție, ci și la un spectacol deosebit, de artă, un spectacol a celei de-a șaptea arte.
Pentru începuturile cinematografului acele vederi mișcătoare, făcute de frații Lumière, dar care deschid drumul documentarului, apoi acele comedioare, gen grădinarul stropit, făcute tot de către părinții săi, pentru care nu le trebuiau un scenariu, o organizare regizorală, erau de ajuns. Dar iată că în această activitate de bâlci apare Georges Méliès, Georges Méliès care își dă seama că pentru fiabilitatea cinematografului este nevoie de crearea unui scenariu pentru a se realiza o producție, un film, pe care publicul să-l caute.
Deci, el este cel care-și dă seama că din atracția de bâlci se poate face o artă, și nu orice artă, ci o artă profitabilă din care se pot scoate venituri frumoase. Iar filmul său, Voiajul în lună (Voyaje dans la lune) va demonstra acest lucru.
Legat de acest film a lui Méliès, nu putem trece cu vederea de faptul că acesta, mai bine zis rețeta de casă obținută cu proiecția lui în Statele Unite ale Americii, este cea care duce la apariția primei săli specializate, cinematograful, într-un cartier al Los Angelesului numit Hollywood (lemn sfânt). Acel cartier plin de verdeață și soare, care peste câțiva ani, chiar dacă frumusețea sa nu este dată de vreun lemn sfânt, va fi „raiul  pe pământ” al noii arte, cea de a șaptea artă. Va deveni „fabrica de vise”, vise totdeauna neapărat frumoase pentru milioane de visători ai sălii întunecate. Zeul Film se întrupează și se încoronează pe acest mirific loc, cu un nume parcă predestinat „hollywood” (lemn sfânt), loc de unde-și va începe domnia. A fascinat și continuă să ne fascineze, să ne facem să râdem sau uneori să și plângem, de ce nu?, dar totdeauna Zeul Film ne-a scos câtuși de puțin din cotidian, ne-a remontat pentru ziua de mâine, ne-a făcut viața mai ușoară.
Și, încet, încet, acesta își extinde aripile atotcuprinzătoare asupra mapamondului. Profiturile obținute de noua artă devin pe zi ce trece tot mai mari.
Concluzia este că în lumea cinematografului, arta și industria pot conlucra și ceeace este mai important, se completează total, autosusținându-se. Totul depinde de cel sau cei care le folosesc: cel care investește capital să se orienteze către un scenariu acceptat de public pentru nevoia lui, iar cel care folosește scenariu pentru ca producțiea să se  ridice prin realizarea ei la cerința aceluiași beneficiar, publicul. El este cel care în întunericul sălii poate fi vrăjit de lumina ecranului privind filmul, apreciindu-l sau nu. El publicul este cel care visează sau își vede împlinit visul, în alb-negru sau color. El, publicul este cel care judecă în ultima instanță munca și strădania sutelor de oameni angajați în turnare filmului, de la scenarist, regizor, actori, până la cel care așază bobina de film în cutia pentru difuzare.
Și ce este mai important, filmul devine mai profitabil prin vedete. Nu este o descoperire numai a noii arte apărute, se cunoștea acest lucru de la Thalia. Însă pentru lumea cinematografului, vedeta este cea care aduce fani în sala de cinema. Ea, vedeta este cea care face ca fanul său să o considere nu un model, ci un idol, un idol care îl face să viseze la o lume pe care el nu o va atinge nici  în visurile sale cele mai frumoase.
Sărbătoarea importantă a filmului mondial are loc în fiecare an când se decernează premiile Oscar, ale Academiei Americane de Film, dar există și festivaluri internaționale de film la fel de prestigioase cum sunt cele de la Cannes cu premiul Palme d'Or, Veneția cu premiul Leul de Aur, Berlin cu premiul Ursul de Argint, și altele.
În România se țin o serie de manifestări pentru promovarea  filmului cum sunt: Festivalul internațional de film Transilvania, la Cluj-Napoca, un altul cu producțiile noilor, mai bine spus anonimilor regizori ai celei de-a șaptea artă din lumea largă, organizat de cine alt cineva decât de Fundația Anonimul în localitatea Sfântu Gheorghe, din Delta Dunării, județul Tulcea și Festivalul de film internațional „DaKino” la București, festivalul de asemeni al tinerilor realizatori.
Cu prilejul acestor festivaluri sunt reliefate mesajul filmului adresat publicului, arta interpretativă a unor actori, scenariul și scenaristul, tehnici folosite în exprimare, regizorul filmului.
Succesul de „box-office” este determinat, așa cum arătam mai sus, de scenariu, regizor, distribuție, subiect, de  evaluarea producției de film de către critica de film și ultimul determinant este publicul. El, măria sa publicul este cel care-și spune cuvântul la intrarea în sală pentru a viziona sau nu un film. El este cel care „dictează” ce vrea să vadă.
Însă, nu trebuie uitat că filmul prin mesajul său mai mult sau mai puțin voalat, a constituit și constituie și un puternic mijloc de influențare a maselor, mai bine spus un mijloc de propagandă a clasei conducătoare. A fost folosit de oricare clasă politică aflată la putere. Dar se remarcă printr-o agresivitate sporită în manipularea maselor orânduirea sovietelor în Rusia și nazismul lui Adolf Hitler în Germania. Producțiile realizate, erau o mistificare totală a realității, în special prin documentare și jurnale de actualități. Nici filmele de ficțiune nu erau scutite de această formă de influențare, subiectele abordate fiind adaptate cerințelor ideologiei. Numai diplomația în exprimare a realizatorilor, scenariști și regizori, a făcut posibilă realizarea unor filme de un înalt nivel artistic sub niște dictaturi ca cele ale lui Stalin și Adolf Hitler.
Așa a fost posibilă realizarea unor filme ca: Crucișătorul Potemkin (Serghei Eisenstein, 1915), Mama (Eisenstein, 1925), Ceapaev ( Vasiliev, 1934, Alexandru Nevsky (Eisenstein și D. Vasiliev, 1938), Suvorov (Pudovkin și Doller, 1940), Amiral Nahimov (Pudovkin, 1946), Tânăra Gardă (Gherasimov, 1948), Al 41-lea (Grigori Ciuhrai, 1956), Tăunul (A. Frințimer, 1955), Zvăpăiata (Samsonov, 1958), Idiotul (Pîrîev, 1958), Zboară Cocorii (Kalatozov, 1958), în Rusia Sovietică.
În Germania nazistă, unde Fritz Lang cu a lui capodoperă Metropolis, sau Der müde Tod („Moartea obosită”), promite o cinematografie națională germană, care s-ar fi putut impune în lume, datorită politicii naziste, alege calea emigrației spre America. Cu el a mai plecat o serie importantă cum au fost Willhelm Pabst, Pommer și alții. Joseph Goebbels, șeful propagandei naziste a găsit însă pe regizoarea Leni Riefenstahl, care prin filmul Triumph des Willens (Triumful Voinței), reușește să răspundă din plin cerințelor acestuia. Mai încearcă Die Olympiade (Olimpiada), celebru de astfel în străinătate. Însă rămâne celebră doar prin materialul documentar filmat a acelor vremuri de tristă amintire.
Vorbind de filmul românesc, nici acesta nu a fost scutit de o asemenea influență din partea clasei politice aflată la putere (vezi Filmul românesc după 1948).
Se remarcă în prezent o diminuare a filmului de artă din cauza unor costuri ridicate de producție, în favoarea filmelor de divertisment, aventură, porno, SF, ușor de realizat atât artistic, cât și material.
Cu toate acestea, cele două tendințe de realizare a unui film, de „artă” sau „divertisment”, conviețuiesc și fiecare se afirmă în modul său de exprimare.
Chiar în „uzina de vise” a Hollywoodului, regizori ca Woody Allen, Robert Altman, Stanley Kubrick, Martin Scorsese... etc., n-au uitat că filmul este o „artă” și trebuie realizat ca atare.
Printre regizorii români contemporani  s-au făcut remarcați Liviu Ciulei, Mircea Mureșan, Sergiu Nicolaescu, Lucian Pintilie, Dan Pița, Mircea Daneliuc, Geo Saizescu, Malvina Urșianu, Nae Caranfil, și mulți alții.
Nu trebuiesc uitați însă nici pionierii filmului românesc, și anume Grigore Brezeanu, Jean Georgescu, Jean Mihail și Jean Negulescu (cunoscut sub numele de Jean Negulesco), care cu multe privațiuni au făcut remarcată cea de-a șaptea artă în cultura românească interbelică, fiind ctitorii cinematografiei românești.

## Curente cinematografice
Ca și în cazul celorlalte arte, cinematografia se supune, mai mult sau mai puțin unei clasificări pe curente: Noul Val - Franța, Neorealismul italian, Noul val suedez, Free cinema sau The Angry Young Men Movement, New American Cinema, Cinema Nôvo sau Cinematograful lumii a treia, Expresionismul German, Filmul românesc, Filmul sovietic (până în 1992) și altele.

## Industria cinematografică
Prin intermediul a trei articole, cu niște cunoștințe de nivel mediu de fizică, optică, electrotehnică, electronică și chimie, încerc să vă fac să înțelegeți acest fenomen, artă și industrie, care ne ocupă destul timp liber pentru destindere după o activitate stresantă și tumultoasă.
Articolele au ca scop inițierea în problemele de bază ale tehnicii cinematografice, crearea unei priviri în ansamblu asupra diverselor domenii care concură la realizare filmului și prezentarea lui spectatorului.